# Ahmad Jamal at the Pershing: But Not for Me
Albums de Ahmad Jamal
Ahmad Jamal Trio
(1956) At the Pershing Vol. 2
(1958)
Ahmad Jamal at the Pershing: But Not for Me est un album du pianiste de jazz américain Ahmad Jamal sorti en 1958 chez Argo. L'album, vendu à plus d'un million d'exemplaires, est un « hit ».

## Réception
La critique de DownBeat en 1958 est plutôt mitigée, écrivant que Jamal joue de la « musique de cocktail » et que la musique « reste émotionnellement, mélodiquement et structurellement inoffensive. » Le même mois, Downbeat note que les ventes de l'album dépassent les 47 000 exemplaires, et en décembre que l'album est « le best seller jazz number one » (l'album est resté 107 semaines au classement de Billboard).
Miles Davis et Bill Evans, grands admirateurs de Jamal, seront de grands défenseurs de cet album.

## Liste des titres
| No | Titre                                       | Musique                               | Durée |
| -- | ------------------------------------------- | ------------------------------------- | ----- |
| 1. | But Not for Me                              | George & Ira Gershwin                 | 3:32  |
| 2. | The Surrey with the Fringe on Top           | Richard Rodgers, Oscar Hammerstein II | 2:35  |
| 3. | Moonlight in Vermont                        | Karl Suessdorf, John Blackburn        | 3:09  |
| 4. | (Put Another Nickel In) Music, Music, Music | Bernie Baum, Stephen Weiss            | 2:56  |
| 5. | There Is No Greater Love                    | Isham Jones, Marty Symes              | 3:26  |
| 6. | Poinciana                                   | Buddy Bernier, Nat Simon              | 8:07  |
| 7. | Woody N' You                                | Dizzy Gillespie                       | 3:40  |
| 8. | What's New?                                 | Bob Haggart, Johnny Burke             | 4:11  |

## Personnel
- Ahmad Jamal - piano
- Israel Crosby - contrebasse
- Vernel Fournier - batterie